# Batman i Superman
Batman i Superman – amerykański film animowany (crossover) w reżyserii Toshihiko Masuda z 1998 roku. Bohaterami filmu są dwie postacie komiksowe z wydawnictwa DC Comics – Batman (stworzona przez Boba Kane’a i Billa Fingera) i Superman (stworzona przez Joe Shustera i Jerry’ego Siegela).

## Wersja polska
Opracowanie i udźwiękowienie wersji polskiej: Studio Sonica

Reżyseria: Krzysztof Kołbasiuk

Dialogi polskie: Maria Utecht

Dźwięk i montaż: Jerzy Januszewski

Organizacja produkcji: Elżbieta Kręciejewska

Wystąpili:
- Andrzej Ferenc – Bruce Wayne / Batman
- Zbigniew Suszyński – Joker
- Izabela Dąbrowska – Harley
- Jacek Rozenek – Clark Kent / Superman
- Marcin Troński – Lex Luthor
- Justyna Sieńczyłło – Mercy Graves
- Jan Kulczycki
- Elżbieta Bednarek
- Katarzyna Bargiełowska

i inni

## Fabuła
Jest to pierwszy film, w którym Batman i Superman występują razem. Film ten w rzeczywistości jest zmontowaną wersją trzyczęściowego epizodu serialu Superman (Superman: The Animated Series) (odcinki 29, 30 i 31), zatytułowanego World’s Finest.
Joker (największy wróg Batmana) kradnie ze sklepu z pamiątkami statuetkę zrobioną z kryptonitu (zielonego kamienia, który osłabia Supermana). Następnie jedzie do Metropolis i składa propozycję Lexowi Luthorowi (największemu wrogowi Supermana): jeśli Lex zabije Batmana, to Joker zabije Supermana. Joker i Lex łączą swe siły i każdy z nich zamierza zabić wroga swojego wspólnika. Tymczasem Batman przyjeżdża do Metropolis, by ostrzec Supermana przed zbliżającym się niebezpieczeństwem. Batman i Superman łączą swe siły i zamierzają stawić czoła wrogom.

## Przedstawienie postaci
Batman i Superman wyglądają w tym filmie tak samo jak w serialach animowanych: The New Batman Adventures i Superman: The Animated Series.

## Następstwa
W 2001 roku powstał serial animowany pt. Liga Sprawiedliwych, w którym jednymi z głównych bohaterów są Batman i Superman. Występujący w tym serialu Batman i Superman wyglądają tak samo jak w filmie.

## Slogan reklamujący
Dwa razy więcej akcji, dwa razy więcej niebezpieczeństw